# 2Cellos (álbum)
2Cellos é o álbum de estreia do duo musical de violoncelistas croatas, 2Cellos.
O álbum, lançado em 19 de Julho de 2011, recebeu boas críticas.

## Faixas
| N.º            | Título                                  | Artista Original               | Duração |  |
| 1.             | "Where The Streets Have No Name"        | U2                             | 4:02    |  |
| 2.             | "Misirlou (Tema do filme Pulp Fiction)" | Dick Dale                      | 2:13    |  |
| 3.             | "Use Somebody"                          | Kings of Leon                  | 3:27    |  |
| 4.             | "Smooth Criminal"                       | Michael Jackson                | 4:05    |  |
| 5.             | "Fragile"                               | Sting                          | 3:26    |  |
| 6.             | "Resistance"                            | Muse                           | 3:49    |  |
| 7.             | "Hurt"                                  | Trent Reznor (Nine Inch Nails) | 4:29    |  |
| 8.             | "Welcome to the Jungle"                 | Guns N' Roses                  | 3:08    |  |
| 9.             | "Human Nature"                          | Michael Jackson                | 2:47    |  |
| 10.            | "Viva La Vida"                          | Coldplay                       | 3:41    |  |
| 11.            | "Smells Like Teen Spirit"               | Nirvana                        | 2:50    |  |
| 12.            | "With or Without You"                   | U2                             | 4:51    |  |
| 13.            | "Fields of Gold (iTunes bonus track)"   | Sting                          | 2:54    |  |
| Duração total: | Duração total:                          | Duração total:                 | 53:15   |  |

## Paradas Musicais

### Álbum
| Ano  | Ranking                                | Posição | Ref.  |
| ---- | -------------------------------------- | ------- | ----- |
| 2011 | The Billboard 200                      | #85     | [ 3 ] |
| 2011 | Billboard Top Classical Albums chart   | #1      | [ 4 ] |
| 2011 | Top Classical Albums (year-end charts) | 12      | [ 5 ] |
| 2011 | Digital Albums                         | 24      | [ 6 ] |
| 2011 | Belgium Albums Top 50                  | 30      | [ 7 ] |
| 2011 | México Albums Top 100                  | 46      | [ 7 ] |
| 2012 | The Billboard 200                      | #85     | [ 8 ] |
| 2012 | Billboard Top Digital Albums           | #24     | [ 8 ] |
| 2013 | Swiss Albums Top 100                   | 99      | [ 7 ] |

### Singles
| Ano  | Single          | Ranking                 | Posição | Ref.  |
| ---- | --------------- | ----------------------- | ------- | ----- |
| 2012 | Smooth Criminal | Billboard Top 100       | 26      | [ 9 ] |
| 2012 | Smooth Criminal | Canada Singles Top 100  | 28      | [ 9 ] |
| 2012 | Smooth Criminal | World Singles Top 40    | 34      | [ 9 ] |
| 2012 | Smooth Criminal | Ireland Singles Top 100 | 46      | [ 9 ] |

## Prêmios
- 2012 - 2 Prêmios Porins (famoso premio da música Croata) - "Melhor Album Internacional" e melhor canção internacional por "Smooth Criminal".[10]